# Chicomucelteco
Chicomucelteco (Chicomucelteca; pl Chicomuceltecos), maleno pleme američkih Indijanaca porodice Mayan, uže grupe Huastec, nastanjeno na jugoistoku meksičke države Chiapas u susjedstvu Chañabala po selima Chicomucelo i Montenegro. Jezik je istraživao Karl Sapper koji ih na svojoj karti locira blizu Motizintle. Ime je došlo po nazivu sela Chicomucelo. Njihovi bliži jezični srodnici Huasteci naseljeni su po državama San Luis Potosí, Veracruz. 